# Ambassade de France en Autriche

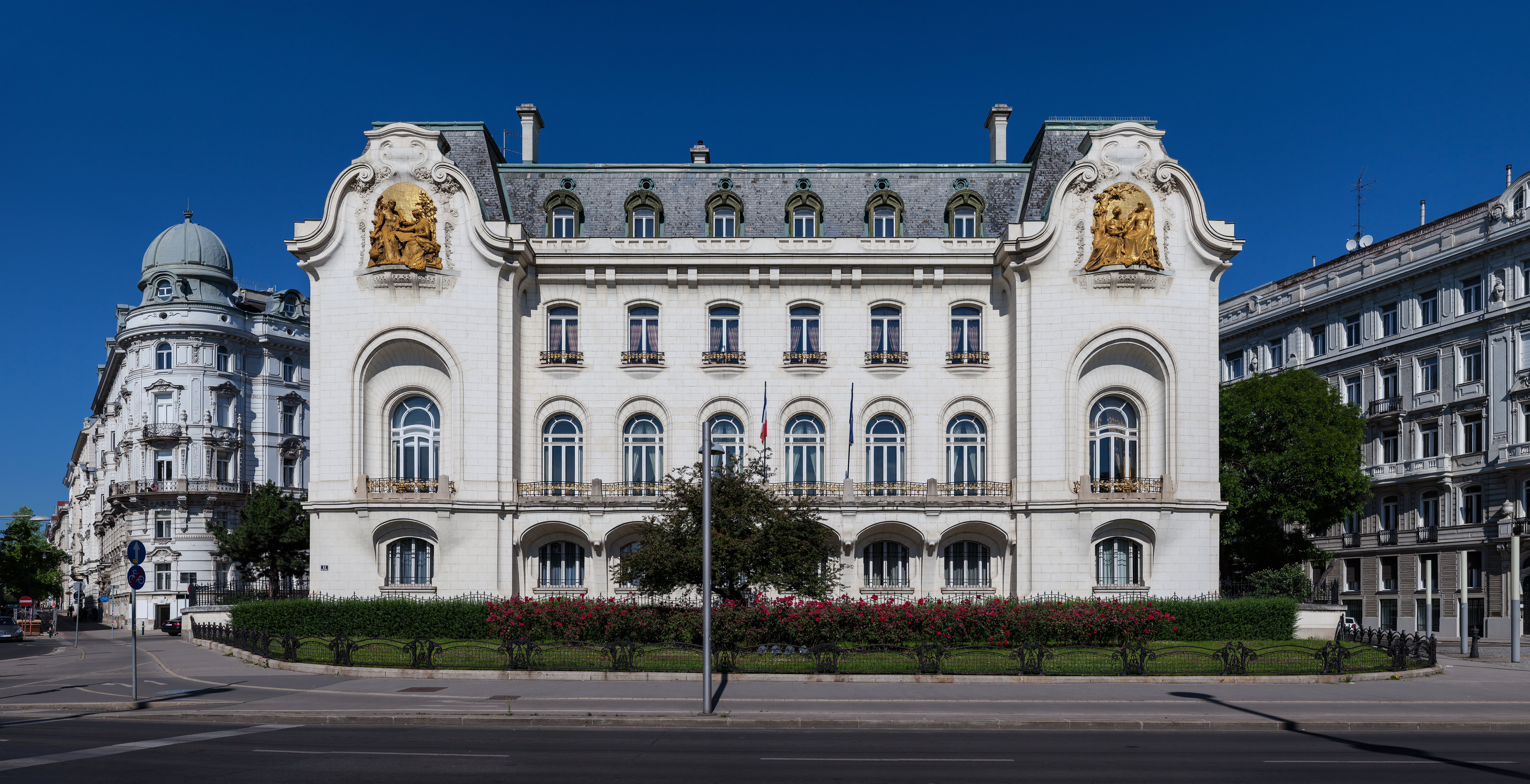
Ambassade de France à Vienne.

L'ambassade de France en Autriche est la représentation diplomatique de la République française auprès de la République d'Autriche. Elle est située à Vienne, la capitale du pays. Depuis septembre 2024, l'ambassade est dirigée par l'Ambassadeur de France en Autriche, Matthieu Peyraud (d).

## Ambassade
L'ambassade est située au 2 Technikerstraße, à Vienne. La section consulaire se trouve à quelque 5 kilomètres au nord, 24 Wipplingerstraße.

## Histoire
Destinée à exalter la relation entre la France et le grand empire austro-hongrois du tout début du XXe siècle et à affirmer le rayonnement et la puissance de la République française qui venait d'accueillir l'Exposition universelle, l'ambassade a été imaginée par l'architecte Georges Chedanne, célèbre par sa réalisation des Galeries Lafayette ou de l'Élysée Palace. D'une surface totale de 6 500 m2, le bâtiment a été construit à partir de 1904. Chedanne s'entoura des meilleurs représentants de l'Art nouveau : Hippolyte Lefèbvre, Binet, Dubois, Vernon, Gasq, Sicard. Les plus grandes manufactures françaises de l'époque furent aussi sollicitées pour l'aménagement intérieur : tapisseries des Gobelins, glaces de Saint-Gobain, mobilier de Tony Selmersheim, cristaux de Gagneau et Daum, escalier de Majorelle.
L'entre-deux-guerres apporta à l'édifice de nombreuses dégradations, tant par manque d'entretien que par un souci de modernisation qui supprima de nombreuses traces du style originel. Mais dans les années 1990, une vaste opération de restauration permit à l'ambassade, de même qu'à la résidence de France, de retrouver l'esprit de l'Art Nouveau qui avait prévalu à sa construction.
Parmi les Viennois, il y a une légende urbaine selon laquelle le bâtiment de l'ambassade a été confondu, puisque les plans étaient initialement destinés pour l'ambassade de Constantinople. Ceci est souvent justifié par l'architecture Art nouveau qui ne correspond pas aux bâtiments environnants et qui fut considérée à l'époque comme laide dans sa modernité.

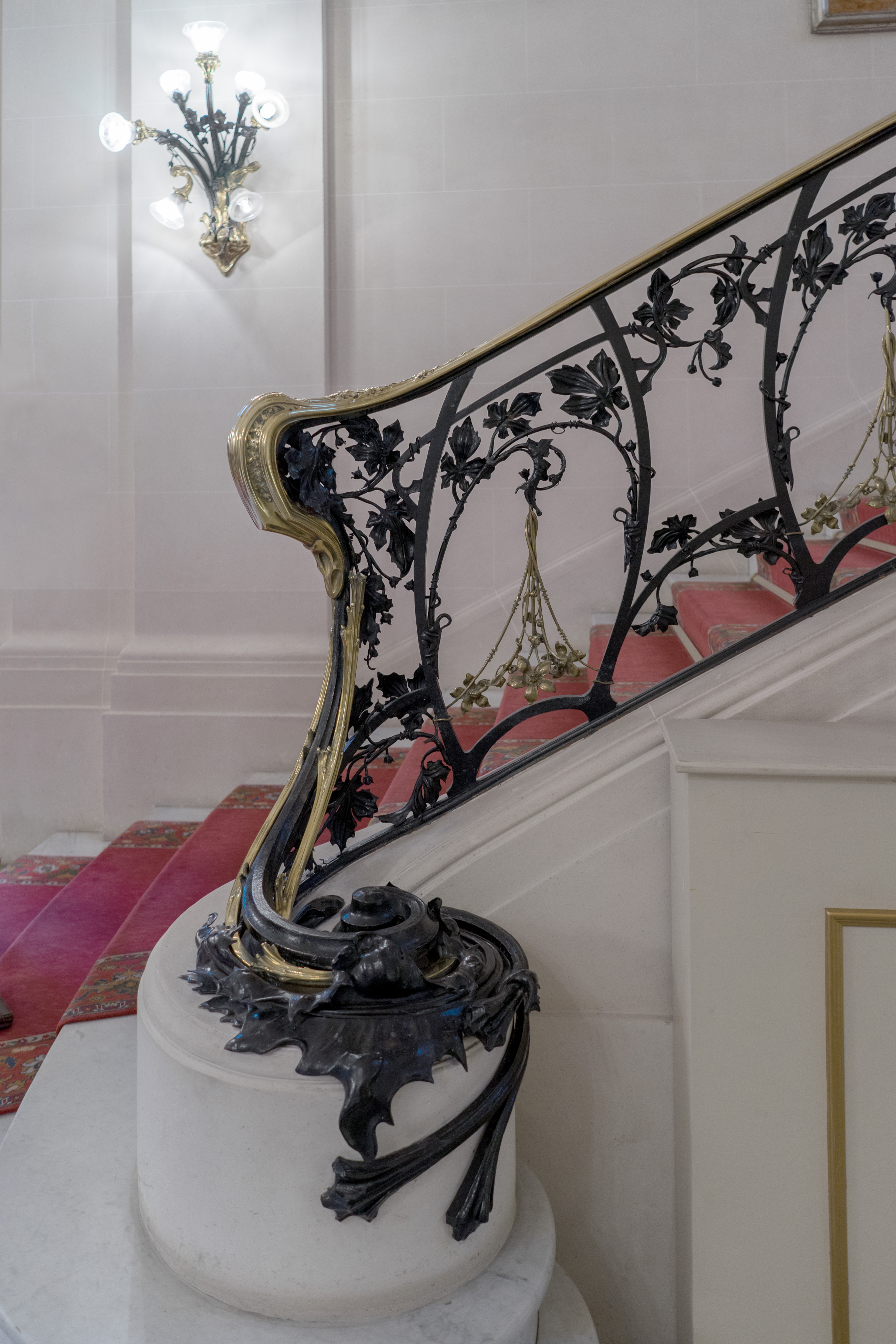
Le grand escalier.

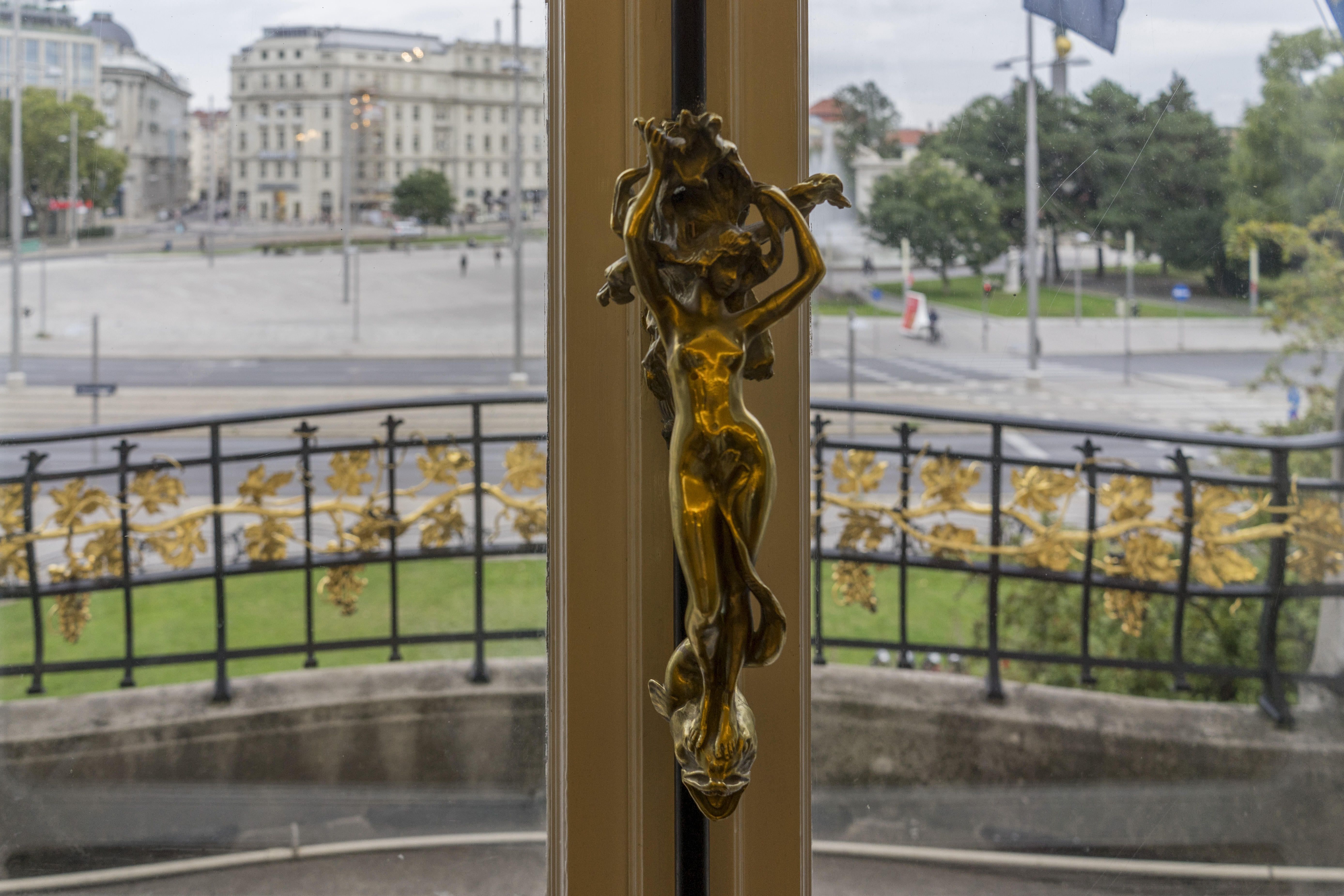
Une poignée de fenêtre.

## Ambassadeurs de France en Autriche
| De               | À              | Ambassadeur                                                                                                  |
| ---------------- | -------------- | --- |
| 1749             | 1752           | Emmanuel Dieudonné de Hautefort                                                                              |
| 1752             |                | Henri Joseph Bouchard d'Esparbès de Lussan d'Aubeterre                                                       |
| 1761             |                | Louis Marie Florent du Châtelet (ministre plénipotentiaire)                                                  |
| 3 février 1767   | 1770           | Jacques Aimeric Joseph de Durfort, marquis de Civrac                                                         |
| 1770             |                | Louis-Auguste Le Tonnelier de Breteuil                                                                       |
| 1770             | 1771           | François-Michel Durand de Distroff                                                                           |
| 1771             | 1774           | Cardinal Louis-René-Édouard de Rohan-Guémené                                                                 |
| 1774             | 1783           | Louis-Auguste Le Tonnelier de Breteuil                                                                       |
| 1783             | 10 août 1792   | Emmanuel Marie Louis de Noailles                                                                             |
| 1798             |                | Jean-Baptiste Jules Bernadotte                                                                               |
| 1801             |                | Jean-Baptiste Nompère de Champagny                                                                           |
| 1er janvier 1805 |                | Alexandre de La Rochefoucauld                                                                                |
| 1806             | 1808           | Antoine François Andréossy (ministre plénipotentiaire)                                                       |
| 1810             |                | Louis-Guillaume Otto                                                                                         |
| 1815             |                | Louis Charles Victor de Riquet de Caraman                                                                    |
| 20 mars 1828     |                | Anne Adrien Pierre de Montmorency-Laval                                                                      |
| 1830             |                | Augustin Daniel Belliard (ambassadeur extraordinaire) Septime de Faÿ de La Tour-Maubourg (chargé d'affaires) |
| 1830             |                | Nicolas Joseph Maison                                                                                        |
| décembre 1832    | septembre 1841 | Louis-Clair de Beaupoil de Sainte-Aulaire                                                                    |
| septembre 1841   | septembre 1848 | Charles de Flahaut                                                                                           |
| septembre 1848   | avril 1849     | Pascal Duprat                                                                                                |
| avril 1849       | septembre 1849 | Édouard de Lacour                                                                                            |
| septembre 1849   | décembre 1849  | Gustave de Beaumont                                                                                          |
| décembre 1849    | février 1853   | Édouard de Lacour                                                                                            |
| février 1853     | novembre 1859  | François-Adolphe de Bourqueney                                                                               |
| novembre 1859    | août 1861      | Léonel de Moustier                                                                                           |
| 1861             | 1870           | Agénor de Gramont                                                                                            |
| 1875             | 1879           | Melchior de Vogüé                                                                                            |
| 1879             | 1880           | Pierre-Edmond Teisserenc de Bort                                                                             |
| 1886             | 1893           | Albert Decrais                                                                                               |
| 1893             | 1897           | Henri-Auguste Lozé                                                                                           |
| 1897             | 1907           | Jacques Frédéric de Reverseaux de Rouvrays                                                                   |
| 1907             | 1912           | Philippe Crozier                                                                                             |
| 1912             | 1914           | Alfred Chilhaud-Dumaine                                                                                      |
| 1919             | 1920           | Henri Allizé                                                                                                 |
| 1920             | 1924           | Pierre Lefèvre-Pontalis                                                                                      |
| 1924             | 1926           | Maurice Delarüe Caron de Beaumarchais                                                                        |
| 1926             | 1928           | Louis Pineton de Chambrun                                                                                    |
| 1928             | 1933           | Comte Clauzel                                                                                                |
| 1933             | mars 1938      | Gabriel Puaux                                                                                                |
| mars 1938        | oct. 1938      | Jean Chauvel (consul général)                                                                                |
| oct. 1938        | déc. 1938      | Jacques Chartier (consul général)                                                                            |
| 1945             | 1946           | Gabriel Padovani                                                                                             |
| 1946             | 1946           | Louis de Monicault                                                                                           |
| 1946             | 1950           | Général Antoine Béthouart                                                                                    |
| 1950             | 1955           | Jean Payart                                                                                                  |
| 1955             | 1955           | Jean Chauvel                                                                                                 |
| 1955             | 1958           | François Seydoux de Clausonne                                                                                |
| 1958             | 1961           | Étienne de Crouy-Chanel                                                                                      |
| 1961             | 1963           | René Brouillet                                                                                               |
| 1963             | 1968           | Louis Roché (d)                                                                                              |
| 1968             | 1973           | François Leduc                                                                                               |
| 1973             | 1975           | Augustin Jordan                                                                                              |
| 1975             | 1978           | Georges Gaucher (d)                                                                                          |
| 1978             | 1981           | Jacques Schricke (d)                                                                                         |
| 1981             | 1983           | Raymond Bressier (d)                                                                                         |
| 1983             | 1985           | Jean Audibert                                                                                                |
| 1985             | 1988           | François-Régis Bastide                                                                                       |
| 1988             | 1991           | Jean-François Noiville (d)                                                                                   |
| 1991             | 1996           | André Lewin                                                                                                  |
| 1996             | 1998           | Marie-France de Hartingh (d)                                                                                 |
| 1998             | 2001           | Jean Cadet (d)                                                                                               |
| 2001             | 2005           | Alain Catta (d)                                                                                              |
| 2005             | 2008           | Pierre Viaux (d)                                                                                             |
| 2008             | 2012           | Philippe Carré                                                                                               |
| 2012             | 2014           | Stéphane Gompertz                                                                                            |
| 2014             | 2017           | Pascal Teixeira da Silva (pt)                                                                                |
| 2017             | 2020           | François Saint-Paul (tr)                                                                                     |
| 2020             | 2024           | Gilles Pécout                                                                                                |
| 2024             | 2024           | Frédéric Joureau (chargé d'affaires a. i.)                                                                   |
| 2024             | auj            | Matthieu Peyraud (d)                                                                                         |

## Consulats
Outre la section consulaire de Vienne, il existe six consuls honoraires situés à :
- Brégence
- Graz
- Innsbruck
- Klagenfurt
- Linz
- Salzbourg.

### Communauté française
Au 31 décembre 2016, 9 215 Français sont inscrits sur le registre consulaire de Vienne, dont 40 % possédant la double nationalité, par filiation de couple mixte, l'adoption de la nationalité autrichienne n'étant pas possible sans perdre la nationalité française, selon la convention du 6 mai 1963.
| 2001  | 2002  | 2003  | 2004  |
| ----- | ----- | ----- | ----- |
| 4 726 | 5 250 | 5 727 | 6 052 |

| 2005  | 2006  | 2007  | 2008  |
| ----- | ----- | ----- | ----- |
| 6 152 | 6 465 | 6 887 | 7 168 |

| 2009  | 2010  | 2011  | 2012  |
| ----- | ----- | ----- | ----- |
| 7 454 | 7 482 | 8 024 | 8 291 |

| 2013  | 2014  | 2015  | 2016  |
| ----- | ----- | ----- | ----- |
| 8 668 | 8 760 | 8 859 | 9 215 |

| 2017  | 2018   | 2019  | 2020  |
| ----- | ------ | ----- | ----- |
| 9 666 | 10 087 | 9 908 | 9 569 |

### Circonscriptions électorales
Depuis la loi du 22 juillet 2013 réformant la représentation des Français établis hors de France avec la mise en place de conseils consulaires au sein des missions diplomatiques, les ressortissants français d'une circonscription recouvrant l'Autriche, la Slovaquie et la Slovénie élisent pour six ans quatre conseillers consulaires. Ces derniers ont trois rôles : 
1. ils sont des élus de proximité pour les Français de l'étranger ;
2. ils appartiennent à l'une des quinze circonscriptions qui élisent en leur sein les membres de l'Assemblée des Français de l'étranger ;
3. ils intègrent le collège électoral qui élit les sénateurs représentant les Français établis hors de France.

Pour l'élection à l'Assemblée des Français de l'étranger, l’Autriche appartenait jusqu'en 2014 à la circonscription électorale de Vienne, comprenant aussi l'Albanie, la Bosnie-Herzégovine, la Bulgarie, la Croatie, la Hongrie, la Macédoine, la Pologne, la Roumanie, la Serbie-et-Monténégro, la Slovaquie, la Slovénie et la République tchèque, et désignant trois sièges. L'Autriche appartient désormais à la circonscription électorale « Allemagne, Autriche, Slovaquie, Slovénie, Suisse » dont le chef-lieu est Genève et qui désigne onze de ses 35 conseillers consulaires pour siéger parmi les 90 membres de l'Assemblée des Français de l'étranger. 
Pour l'élection des députés des Français de l’étranger, l’Autriche dépend de la 7e circonscription.